# Никифор Левантаридис
Никифор (на гръцки: Νικηφόρος, Никифорос) е гръцки духовник, митрополит на Вселенската патриаршия.

## Биография
Роден е в 1854 година в Мадитос със светското име Левантаридис (Λεβανταρίδης), Левантеридис (Λεβαντερίδης) или Левентиадис. Завършва Халкинската семинария. Служи като проповедник и протосингел в Митилинската митрополия при митрополит Константин. На 30 август 1892 година в патриаршеския храм „Свети Георги“ в Цариград е ръкоположен за неврокопски митрополит от митрополит Герман Ираклийски в съслужение с митрополитите Филотей Корчански и Гервасий Халдийски. След това на 27 септември 1897 година, след избора на Василий Литицки за парамитийски митрополит, Никифор е избран да оглави Литицката епархия в Ортакьой. На 8 февруари 1907 е избран за митрополит на нововъзстановената Чорленска и Серентийска епархия. След това на 15 февруари 1911 година е избран за месемврийски митрополит, но не успява да заеме катедрата в България и остава в Цариград.
Умира на 21 март 1931 година.